# Siphonidium dendyi
Siphonidium dendyi är en svampdjursart som först beskrevs av Burton 1928.  Siphonidium dendyi ingår i släktet Siphonidium och familjen Siphonidiidae. Inga underarter finns listade i Catalogue of Life.